# Fußball-Europameisterschaft der Frauen 2009
Die Fußball-Europameisterschaft der Frauen 2009 (englisch UEFA Women’s Euro) war die zehnte Ausspielung der europäischen Kontinentalmeisterschaft im Frauenfußball und fand vom 23. August bis zum 10. September erstmals in Finnland statt. Erstmals nahmen auch zwölf Mannschaften an der Endrunde teil.
Titelverteidiger Deutschland gewann das Finale gegen England mit 6:2 und wurde zum siebten Mal nach 1989, 1991, 1995, 1997, 2001 und 2005 und zum fünften Mal in Folge Europameister. Torschützenkönigin wurde, wie schon 2005, die deutsche Stürmerin Inka Grings.

## Vergabe
Zum Ablauf der Bewerbungsfrist am 22. Februar 2006 hatten sich die Verbände Finnlands und der Niederlande für die Austragung der EM 2009 beworben. Beide Kandidaten lieferten laut UEFA-Generalsekretär Lars-Christer Olsson „exzellente Bewerbungen ab, die sich nur in Details unterschieden haben“. Am 11. Juli 2006 vergab die UEFA auf ihrem Kongress in Berlin die Europameisterschaft 2009 nach Finnland. Das Exekutivkomitee war laut Olsson der Meinung, dass die Turniere der UEFA in möglichst vielen Ländern stattfinden sollten. Die Niederlande waren Gastgeber der U-21-EM der Männer im Jahre 2007 und richteten gemeinsam mit Belgien die Europameisterschaft der Männer 2000 aus. Finnland war bereits 2004 Gastgeber der U-19-Europameisterschaft der Frauen und richtete 2003 die U-17-Weltmeisterschaft der Junioren aus.

## Qualifikation

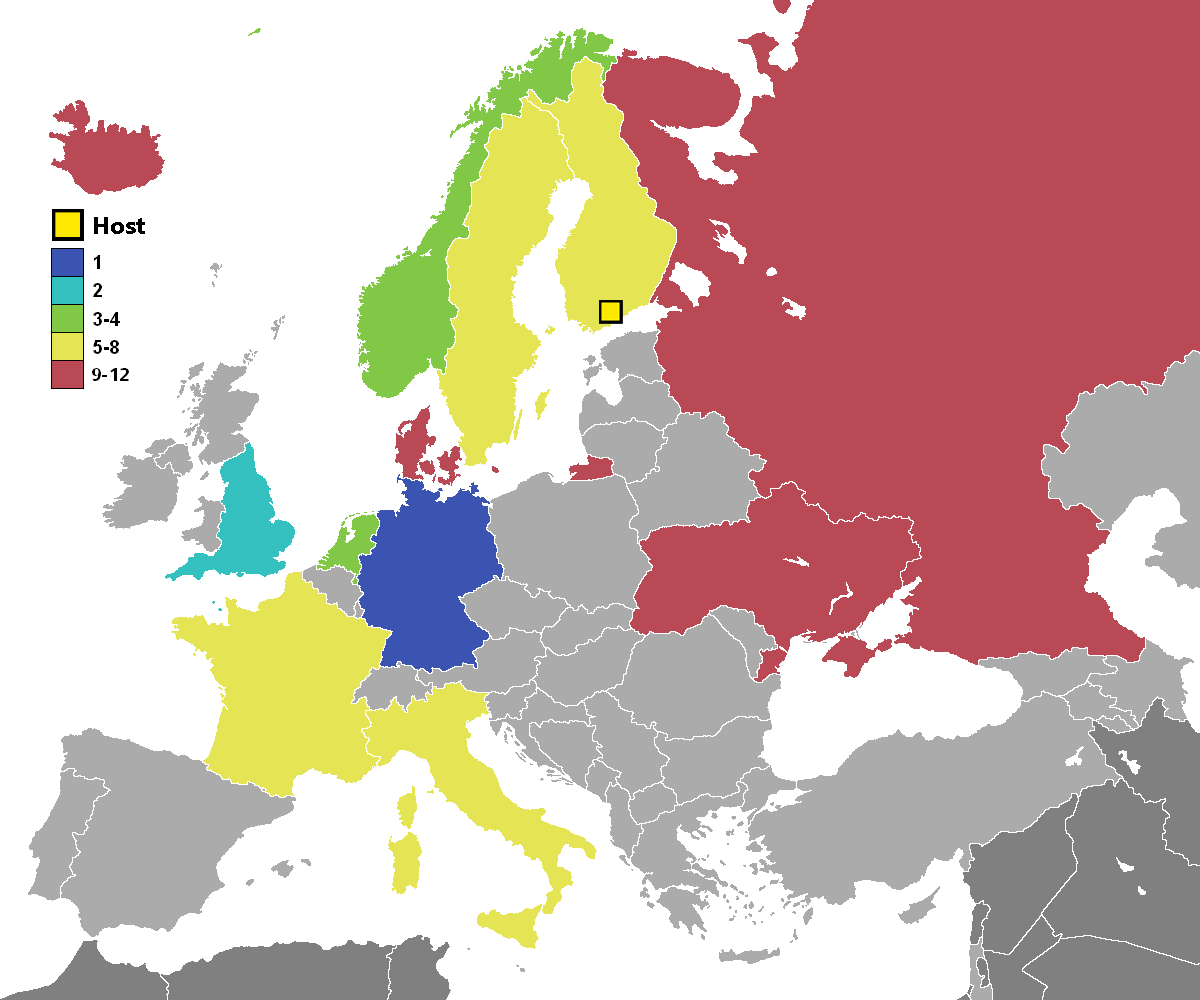
Die teilnehmenden Nationen nach Platzierung

Die Auslosung der EM-Endrunde wurde am 18. November 2008 um 14 Uhr Ortszeit in der Finlandia-Halle in Helsinki durchgeführt. Für die Auslosung wurden die zwölf qualifizierten Mannschaften in drei Töpfe aufgeteilt. Im ersten Topf befanden sich Gastgeber Finnland, Titelverteidiger Deutschland sowie Schweden als beste Mannschaft der Qualifikation. Die übrigen Gruppensieger der Qualifikation wurden dem zweiten Topf zugewiesen. Die Sieger der 3. Qualifikationsrunde kamen in den dritten Topf. Somit enthielten die drei Töpfe folgende Mannschaften:
- Topf 1: Finnland (Gastgeber), Deutschland (Titelverteidiger), Schweden (beste Mannschaft der Qualifikation)
- Topf 2: Dänemark, England, Frankreich, Norwegen
- Topf 3: Island, Italien, Niederlande, Russland, Ukraine

Die Auslosung ergab folgende Gruppen:
| Gruppe A    | Gruppe B    | Gruppe C |
| ----------- | ----------- | -------- |
| Finnland    | Deutschland | Schweden |
| Ukraine     | Island      | England  |
| Dänemark    | Norwegen    | Russland |
| Niederlande | Frankreich  | Italien  |

## Spielorte
Die Spiele der Endrunde der Europameisterschaft wurden in fünf Stadien in vier verschiedenen Städten Finnlands ausgetragen.
| Helsinki |

| Lahti |

| Tampere |

| Turku |

| Helsinki |

| Lahti |

| Tampere |

| Turku |

- Mit 17.000 Plätzen ist das Ratina-Stadion in Tampere das zweitgrößte Stadion der EM. Die Arena wurde 1965 gebaut und zuletzt 2004 renoviert. Das Stadion ist die Heimstätte des Vereins Tampere United und der nördlichste Spielort des Turniers. Hier wurden vier Vorrundenspiele und ein Viertelfinale ausgetragen. Während des Turniers hat die Arena Tampere-Stadion geheißen.[5]
- Das Stadion Lahti in Lahti ist mit 14.465 Plätzen das drittgrößte Stadion der Europameisterschaft. Die Heimspielstätte des FC Lahti wurde 1981 gebaut und zuletzt 2003 renoviert. Das Stadion liegt direkt neben den Salpausselkä-Schanzen. Während der EM hat die Arena den Namen Lahti-Stadion tragen und in ein reines Sitzplatzstadion für 8.000 Zuschauer umgewandelt. Drei Vorrundenspiele und ein Viertelfinale wurden in diesem Stadion ausgetragen.[6]
- Das kleinste Stadion des Turniers ist das Veritas-Stadion in Turku. Die Heimspielstätte der Vereine Turku PS und Inter Turku bietet 9.000 Besuchern Platz. Die Arena wurde 1952 gebaut und zuletzt im Jahre 2003 renoviert. In Turku wurden vier Vorrundenspiele und ein Viertelfinale ausgetragen. Während des Turniers hieß die Arena Turku-Stadion.[7]
- Das Olympiastadion Helsinki ist mit 40.000 Plätzen das größte Stadion des Landes. Es war zuvor Austragungsort der Olympischen Sommerspiele 1952 sowie der Leichtathletik-Weltmeisterschaften 1983 und 2005. Das Stadion wird zurzeit hauptsächlich als Spielstätte der finnischen Nationalmannschaft der Männer genutzt. Im Olympiastadion finden vier Vorrundenpartien, darunter alle drei Spiele des Gastgebers und das Finale statt.[8]
- Zweiter Austragungsort in Helsinki war das Finnair Stadium. Die im Jahre 2000 eröffnete Arena bietet Platz für 10.770 Zuschauer und ist das Heimstadion von HJK Helsinki. Im Jahre 2003 wurde hier das Finale der U-17-Fußball-Weltmeisterschaft ausgetragen. Da das Stadion den Namen eines Sponsors trägt, wurde es während des Turniers als Fußballstadion Helsinki bezeichnet. In der Arena wurden drei Vorrundenspiele, ein Viertelfinale und ein Halbfinale ausgetragen. Während des Turniers wurde der vorhandene Kunstrasen durch einen Naturrasen ersetzt.[9]

## Modus
Bei der Endrunde bildeten die zwölf Teilnehmer drei Vorrundengruppen mit je vier Mannschaften, von denen sich jeweils die ersten beiden sowie die zwei besten Dritten für das Viertelfinale qualifizierten. In der Gruppenphase spielte jede Mannschaft gegen jede andere Mannschaft ihrer Gruppe nach dem Meisterschaftsmodus.
Bei Punktgleichheit mehrerer Mannschaften in den Gruppenspielen entschieden die Ergebnisse aus den direkten Begegnungen über die Platzierung. Dabei wurden erst die summierten Punkte, dann die Tordifferenz und danach die Anzahl der erzielten Tore verglichen. Ergab sich hierdurch keine Platzierung, wurden die Tordifferenz und die Anzahl der erzielten Tore aus allen Gruppenspielen herangezogen. Sollte danach noch immer keine Entscheidung gefallen sein entschied das Fairplay-Verhalten der Mannschaften. Lagen auch hier zwei oder mehrere Mannschaften gleichauf, entschied das Los. Diese Regelung sorgte dafür, das Finnland und Deutschland bereits nach 2 Spielen als Gruppensieger feststanden und sich Finnland im dritten Spiel eine Niederlage gegen die bereits ausgeschiedenen Ukrainerinnen erlauben konnte.
Ein Sonderfall hätte sich ergeben, falls sich am letzten Spieltag der Gruppenphase zwei Mannschaften gegenüberstanden hätten, die nach Ende der regulären Spielzeit Remis spielten und dieselbe Anzahl an Punkten, dieselbe Tordifferenz und dieselbe Anzahl erzielter Tore aufweisen. Hätte es kein weiteres Team gegeben, das ebenso viele Punkte verbuchen konnte, wäre die Entscheidung um die Platzierung in der Gruppe dann im Elfmeterschießen gefallen. Diese Situation trat aber nicht ein.
Ab dem Viertelfinale wurde das Turnier über Halbfinale und Finale im K.-o.-System fortgesetzt, wobei sich der Sieger eines Spiels für die nächste Runde qualifizierte. Endete das Spiel nach Ablauf der regulären Spielzeit unentschieden, gab es eine Verlängerung von zweimal 15 Minuten. War auch nach der Verlängerung keine Entscheidung gefallen, wurde der Sieger der Begegnung im Elfmeterschießen ermittelt. Im Gegensatz zu den Weltmeisterschaften gibt es bei Europameisterschaften seit 1993 kein Spiel um den dritten Platz.

## Vorrunde

### Gruppe A
| Pl. | Land        | Sp. | S | U | N | Tore    | Diff. | Punkte |
| --- | ----------- | --- | - | - | - | ------- | ----- | ------ |
| 1.  | Finnland    | 3   | 2 | 0 | 1 | 003:200 | +1    | 06     |
| 2.  | Niederlande | 3   | 2 | 0 | 1 | 005:300 | +2    | 06     |
| 3.  | Dänemark    | 3   | 1 | 0 | 2 | 003:400 | −1    | 03     |
| 4.  | Ukraine     | 3   | 1 | 0 | 2 | 002:400 | −2    | 03     |

|                                                                      |   |             |           |
| Sonntag, 23. August 2009 um 14:45 Uhr* in Turku                      |   |             |           |
| Ukraine                                                              | – | Niederlande | 0:2 (0:2) |
| Sonntag, 23. August 2009 um 19:30 Uhr* in Helsinki (Olympiastadion)  |   |             |           |
| Finnland                                                             | – | Dänemark    | 1:0 (0:0) |
| Mittwoch, 26. August 2009 um 17:30 Uhr* in Helsinki (Fußballstadion) |   |             |           |
| Ukraine                                                              | – | Dänemark    | 1:2 (0:0) |
| Mittwoch, 26. August 2009 um 20:00 Uhr* in Helsinki (Olympiastadion) |   |             |           |
| Niederlande                                                          | – | Finnland    | 1:2 (1:1) |
| Samstag, 29. August 2009 um 17:30 Uhr* in Helsinki (Olympiastadion)  |   |             |           |
| Finnland                                                             | – | Ukraine     | 0:1 (0:0) |
| Samstag, 29. August 2009 um 17:30 Uhr* in Lahti                      |   |             |           |
| Dänemark                                                             | – | Niederlande | 1:2 (0:0) |

* Ortszeit (MESZ+1)
Finnland konnte bereits nach zwei knappen Siegen über Dänemark und die Niederlande vorzeitig den Gruppensieg für sich verbuchen. Matchwinnerin im Spiel gegen die Niederlande war Laura Österberg Kalmari, die beide finnische Treffer per Kopf erzielte. Im letzten Gruppenspiel konnte sich die Auswahl des Gastgeberlandes noch eine Niederlage gegen die bereits ausgeschiedene Mannschaft aus der Ukraine leisten.
Der dritte Platz ging an die dänische Mannschaft, die hinter den Erwartungen zurückblieb. Einer unglücklichen Niederlage gegen Finnland folgte ein glücklicher Sieg gegen die Ukraine durch einen späten Treffer von Maiken With Pape. Im abschließenden Duell gegen die Niederlande um Platz zwei scheiterte die dänische Auswahl an der niederländischen Abwehr um Torfrau Loes Geurts.
Für den zweiten EM-Neuling der Gruppe aus der Ukraine blieb nur der letzte Platz übrig. Nach einer 0:2-Niederlage gegen die Niederlande und dem unglücklichen 1:2 gegen Dänemark war die Mannschaft bereits nach dem zweiten Spiel ausgeschieden. Der abschließende Sieg über die Gastgeberinnen sorgte jedoch für ein versöhnliches Ende.

### Gruppe B
| Pl. | Land        | Sp. | S | U | N | Tore    | Diff. | Punkte |
| --- | ----------- | --- | - | - | - | ------- | ----- | ------ |
| 1.  | Deutschland | 3   | 3 | 0 | 0 | 010:100 | +9    | 09     |
| 2.  | Frankreich  | 3   | 1 | 1 | 1 | 005:700 | −2    | 04     |
| 3.  | Norwegen    | 3   | 1 | 1 | 1 | 002:500 | −3    | 04     |
| 4.  | Island      | 3   | 0 | 0 | 3 | 001:500 | −4    | 0      |

|                                                                     |   |             |           |
| Montag, 24. August 2009 um 17:00 Uhr* in Tampere                    |   |             |           |
| Deutschland                                                         | – | Norwegen    | 4:0 (1:0) |
| Montag, 24. August 2009 um 20:00 Uhr* in Tampere                    |   |             |           |
| Island                                                              | – | Frankreich  | 1:3 (1:1) |
| Donnerstag, 27. August 2009 um 17:30 Uhr* in Tampere                |   |             |           |
| Frankreich                                                          | – | Deutschland | 1:5 (0:3) |
| Donnerstag, 27. August 2009 um 20:00 Uhr* in Lahti                  |   |             |           |
| Island                                                              | – | Norwegen    | 0:1 (0:1) |
| Sonntag, 30. August 2009 um 16:00 Uhr* in Tampere                   |   |             |           |
| Deutschland                                                         | – | Island      | 1:0 (0:0) |
| Sonntag, 30. August 2009 um 16:00 Uhr* in Helsinki (Fußballstadion) |   |             |           |
| Norwegen                                                            | – | Frankreich  | 1:1 (1:1) |

* Ortszeit (MESZ+1)

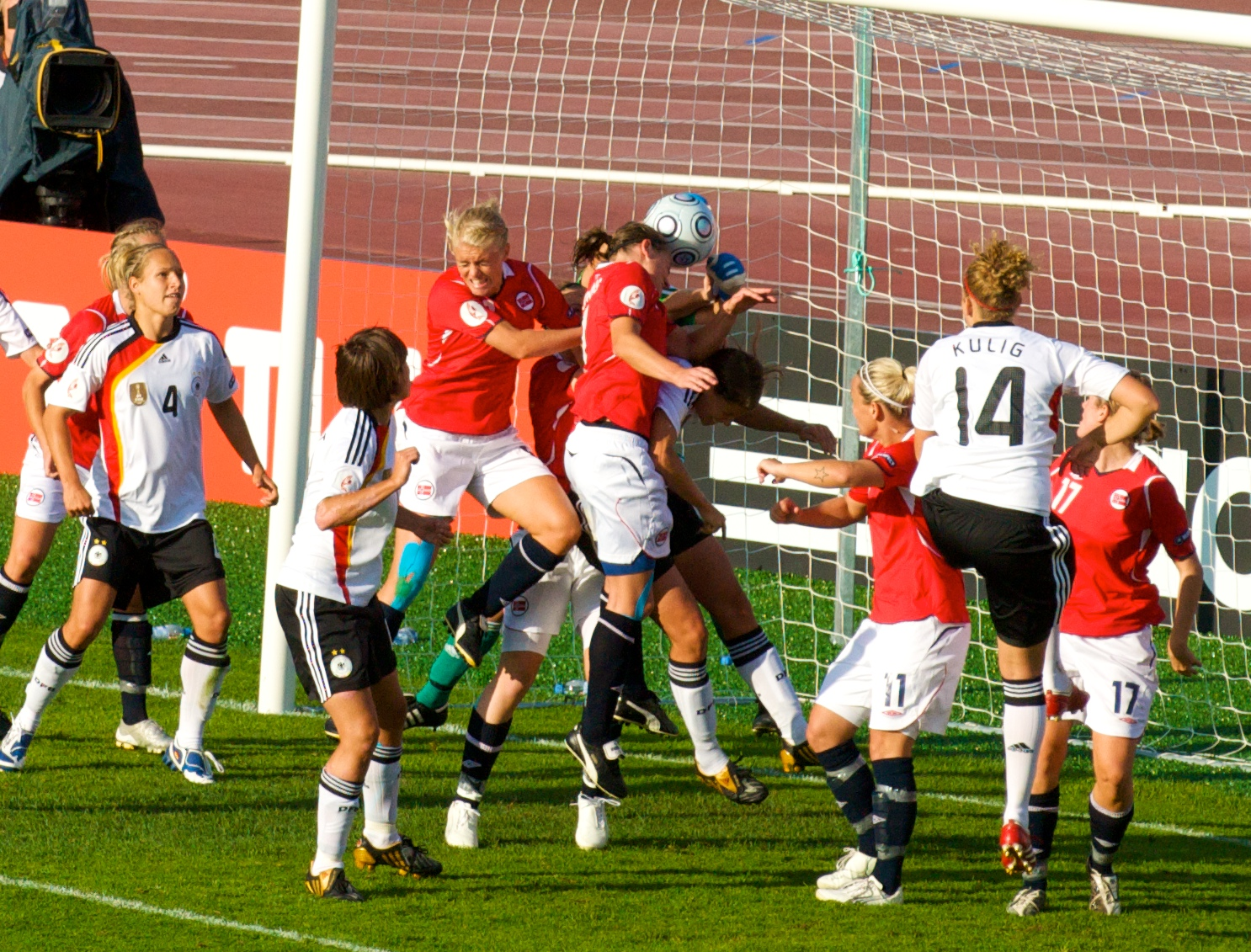
Deutschland im Spiel gegen Norwegen

Mit drei Siegen aus drei Spielen konnte Titelverteidiger Deutschland den ersten Platz in der stark besetzten Gruppe B erringen. Dabei tat sich die deutsche Mannschaft besonders im ersten Spiel hinsichtlich der Chancenverwertung schwer. Drei der vier Tore fielen erst in der 90. Minute und der Nachspielzeit. Nach dem deutlichen 5:1 über Frankreich war der Gruppensieg bereits sicher. Im letzten Spiel gegen Island schonte die Bundestrainerin Silvia Neid zahlreiche Stammkräfte. Durch den zweiten Turniertreffer von Inka Grings gewann die deutsche Elf mit 1:0 gegen Island.
Frankreich wurde Zweiter in der Gruppe B. Durch zwei Elfmetertore konnte die Équipe tricolore das Auftaktspiel gegen Island nach einem Rückstand noch drehen. Nach einer deutlichen Niederlage gegen Deutschland ging es am dritten Spieltag gegen Norwegen um den zweiten Platz der Gruppe. Die norwegische Führung konnte Camille Abily ausgleichen. Somit überstand Frankreich erstmals bei einer Europameisterschaft die Vorrunde.
Dagegen enttäuschte die norwegische Mannschaft. Im Auftaktspiel erlitt das Team eine deutliche 0:4-Niederlage gegen Deutschland. Es folgte ein glücklicher 1:0-Sieg gegen Island durch einen Treffer der erst 18-jährigen Cecilie Pedersen. Schließlich trennte sich die norwegische Elf von Frankreich mit 1:1. Mit vier Punkten qualifizierte sich Norwegen als einer von zwei Gruppendritten für das Viertelfinale.
Bei seiner EM-Premiere blieb für Island nur der vierte Platz in Gruppe B. In allen drei Spielen zeigten die Nordländerinnen, dass sie mit den gegnerischen Mannschaften mithalten konnten, mussten aber jeweils knappe Niederlagen hinnehmen.

### Gruppe C
| Pl. | Land     | Sp. | S | U | N | Tore    | Diff. | Punkte |
| --- | -------- | --- | - | - | - | ------- | ----- | ------ |
| 1.  | Schweden | 3   | 2 | 1 | 0 | 006:100 | +5    | 07     |
| 2.  | Italien  | 3   | 2 | 0 | 1 | 004:300 | +1    | 06     |
| 3.  | England  | 3   | 1 | 1 | 1 | 005:500 | ±0    | 04     |
| 4.  | Russland | 3   | 0 | 0 | 3 | 002:800 | −6    | 0      |

|                                                                     |   |          |           |
| Dienstag, 25. August 2009 um 17:30 Uhr* in Lahti                    |   |          |           |
| England                                                             | – | Italien  | 1:2 (1:0) |
| Dienstag, 25. August 2009 um 20:00 Uhr* in Turku                    |   |          |           |
| Schweden                                                            | – | Russland | 3:0 (2:0) |
| Freitag, 28. August 2009 um 17:30 Uhr* in Turku                     |   |          |           |
| Italien                                                             | – | Schweden | 0:2 (0:2) |
| Freitag, 28. August 2009 um 20:00 Uhr* in Helsinki (Fußballstadion) |   |          |           |
| England                                                             | – | Russland | 3:2 (3:2) |
| Montag, 31. August 2009 um 19:00 Uhr* in Helsinki (Olympiastadion)  |   |          |           |
| Russland                                                            | – | Italien  | 0:2 (0:0) |
| Montag, 31. August 2009 um 19:00 Uhr* in Turku                      |   |          |           |
| Schweden                                                            | – | England  | 1:1 (1:1) |

* Ortszeit (MESZ+1)
Ungeschlagen konnte sich Schweden den Gruppensieg sichern. Nach überzeugenden Siegen gegen Russland und Italien stand das „Drei-Kronen-Team“ bereits vorzeitig als Gruppensieger fest. Lediglich in dem für Schweden bedeutungslosen letzten Spiel gab es keinen Sieg für den Mitfavoriten. Umso bedeutender war der letzte Spieltag für die anderen Mannschaften, die allesamt noch ausscheiden oder weiterkommen konnten.
Etwas überraschend belegte Italien Platz zwei in Gruppe C. Im Auftaktspiel konnten die Azurra einen Rückstand gegen England umbiegen, ehe die Elf von Trainer Pietro Ghedin gegen Schweden nach zwei schnellen Gegentoren leicht überfordert wirkte. Durch einen 2:0-Sieg gegen Russland überstand Italien zum ersten Mal seit 1997 wieder die Vorrunde.
England konnte zum ersten Mal die Vorrunde überstehen. Im Auftaktspiel gaben die Engländerinnen eine in Unterzahl errungene 1:0-Führung gegen Italien noch aus der Hand. Gegen Russland lag England bereits mit 0:2 zurück und war praktisch ausgeschieden. Dem Team gelang jedoch noch der Ausgleich, bevor Kelly Smith mit einem Schuss aus dem Mittelkreis noch den Siegtreffer erzielen konnte. Das abschließende 1:1 gegen Schweden reichte den Britinnen zum Weiterkommen.
Gruppenletzter wurde Russland. Die Russinnen hatten trotz der Niederlagen gegen Schweden und England in den ersten beiden Spielen noch Chancen auf den zweiten Platz der Gruppe. Im letzten Spiel gegen Italien vergab die Mannschaft von Trainer Igor Schalimow zahlreiche Chancen, ehe Italien durch zwei späte Tore für das endgültige Aus der russischen Elf sorgte.

### Rangliste der Gruppendritten
| Pl. | Land     | Sp. | S | U | N | Tore    | Diff. | Punkte | Gruppe |
| --- | -------- | --- | - | - | - | ------- | ----- | ------ | ------ |
| 1.  | England  | 3   | 1 | 1 | 1 | 005:500 | ±0    | 04     | C      |
| 2.  | Norwegen | 3   | 1 | 1 | 1 | 002:500 | −3    | 04     | B      |
| 3.  | Dänemark | 3   | 1 | 0 | 2 | 003:400 | −1    | 03     | A      |

## Finalrunde
|  | Viertelfinale | Viertelfinale |             |         | Halbfinale | Halbfinale |  |  | Finale | Finale |
|  |               |               |             |         |            |            |  |  |        |        |
|  |               |               |             |         |            |            |  |  |        |        |
|  |               |               |             |         |            |            |  |  |        |        |
|  | Finnland      | 2             |             |         |            |            |  |  |        |        |
|  | Finnland      | 2             |             |         |            |            |  |  |        |        |
|  | England       | 3             |             |         |            |            |  |  |        |        |
|  | England       | 3             | England     | V2V     |            |            |  |  |        |        |
|  |               |               | England     | V2V     |            |            |  |  |        |        |
|  |               | Niederlande   | 1           |         |            |            |  |  |        |        |
|  | Niederlande   | Niederlande   | 1           | E0 (5)E |            |            |  |  |        |        |
|  | Niederlande   |               |             | E0 (5)E |            |            |  |  |        |        |
|  | Frankreich    | 0 (4)         |             |         |            |            |  |  |        |        |
|  | Frankreich    | 0 (4)         | England     | 2       |            |            |  |  |        |        |
|  |               |               | England     | 2       |            |            |  |  |        |        |
|  |               | Deutschland   | 6           |         |            |            |  |  |        |        |
|  | Deutschland   | Deutschland   | 6           | 2       |            |            |  |  |        |        |
|  | Deutschland   |               |             | 2       |            |            |  |  |        |        |
|  | Italien       | 1             |             |         |            |            |  |  |        |        |
|  | Italien       | 1             | Deutschland | 3       |            |            |  |  |        |        |
|  |               |               | Deutschland | 3       |            |            |  |  |        |        |
|  |               | Norwegen      | 1           |         |            |            |  |  |        |        |
|  | Schweden      | Norwegen      | 1           | 1       |            |            |  |  |        |        |
|  | Schweden      |               |             | 1       |            |            |  |  |        |        |
|  | Norwegen      | 3             |             |         |            |            |  |  |        |        |

V Sieg nach Verlängerung
E Sieg im Elfmeterschießen

### Viertelfinale
|                                                                       |   |            |                      |
| Donnerstag, 3. September 2009 um 16:00 Uhr* in Turku                  |   |            |                      |
| Finnland                                                              | – | England    | 2:3 (0:1)            |
| Donnerstag, 3. September 2009 um 20:00 Uhr* in Tampere                |   |            |                      |
| Niederlande                                                           | – | Frankreich | 0:0 n. V., 5:4 i. E. |
| Freitag, 4. September 2009 um 16:00 Uhr* in Lahti                     |   |            |                      |
| Deutschland                                                           | – | Italien    | 2:1 (1:0)            |
| Freitag, 4. September 2009 um 20:00 Uhr* in Helsinki (Fußballstadion) |   |            |                      |
| Schweden                                                              | – | Norwegen   | 1:3 (0:2)            |

Mit einem knappen Sieg konnte England erstmals seit 1995 wieder ein Halbfinale bei einer Europameisterschaft erreichen. Eniola Aluko brachte ihre Mannschaft nach 14 Minuten in Führung. Finnland drängte nach der Halbzeitpause auf den Ausgleich, geriet jedoch nach 49 Minuten durch ein Tor von Fara Williams mit 0:2 in Rückstand. Den Anschlusstreffer von Annica Sjölund (66. Minute) beantwortete Aluko mit ihrem zweiten Tor zur 3:1-Führung im direkten Gegenzug. Linda Sällström gelang in der 79. Minute der nochmalige Anschluss.
EM-Neuling Niederlande konnte sich überraschend gegen den Favoriten Frankreich durchsetzen. Sowohl in der regulären Spielzeit als auch in der Verlängerung fielen keine Tore. Das anschließende Elfmeterschießen verlief kurios. Die ersten vier Schützinnen auf beiden Seiten konnten ihre Versuche erfolgreich verwandeln, bevor drei Französinnen und zwei Niederländerinnen scheiterten. Anouk Hoogendijk verwandelte anschließend ihren Strafstoß und sorgte für die Entscheidung.
Deutschland zog dank zweier Tore von Inka Grings in die Vorschlussrunde ein. Bereits nach vier Minuten brachte Grings die DFB-Auswahl in Führung. Deutschland bestimmte das Spiel, konnte aber wie in der Vorrunde die zahlreichen Torchancen nicht nutzen. Erst nach 47 Minuten fiel der zweite Treffer. Die Italienerinnen kamen durch ein Tor von Patrizia Panico in der 63. Minute noch einmal heran. Während die deutsche Elf auf das dritte Tor drängte, konnte Torfrau Nadine Angerer durch eine Parade in der Nachspielzeit den möglichen Ausgleich noch verhindern.
Die zweite Überraschung des Viertelfinals gelang der norwegischen Auswahl durch den Sieg über Schweden. Ein Eigentor durch Stina Segerström in der 39. Minute brachte Norwegen in Front, bevor Anneli Giske kurz vor dem Halbzeitpfiff auf 2:0 erhöhte. Nach einer Stunde traf die kurz zuvor eingewechselte Cecilie Pedersen zum 3:0. Schweden kam durch Victoria Sandell Svensson, für die es das letzte Spiel in der Nationalmannschaft war, in der 80. Minute nur noch zum Ehrentreffer.

### Halbfinale
|                                                                      |   |             |                      |
| Sonntag, 6. September 2009 um 19:00 Uhr* in Tampere                  |   |             |                      |
| England                                                              | – | Niederlande | 2:1 n. V. (1:1, 0:0) |
| Montag, 7. September 2009 um 19:00 Uhr* in Helsinki (Fußballstadion) |   |             |                      |
| Deutschland                                                          | – | Norwegen    | 3:1 (0:1)            |

England zog durch einen 2:1-Sieg nach Verlängerung erstmals seit 1984 wieder in ein EM-Finale ein. Lange Zeit taten sich die Engländerinnen jedoch schwer, ein geeignetes Mittel gegen die defensiv eingestellte niederländische Mannschaft zu finden. Nach 61 Minuten brachte Kelly Smith England in Führung. Nur drei Minuten später erzielte Marlous Pieëte den Ausgleichstreffer. In der Verlängerung erhöhte England den Druck und kam zu zahlreichen guten Torchancen. Der Siegtreffer fiel in der 116. Minute. Nach einer Ecke von Karen Carney köpfte Jill Scott aufs Tor. Der Ball glitt der ansonsten sicher haltenden Torfrau Loes Geurts durch die Hände ins Tornetz.
Nach England zog Deutschland zum fünften Mal in Folge in das Endspiel ein. Dabei erwischte Norwegen den besseren Start. Isabell Herlovsen nutzte nach zehn Minuten eine Unachtsamkeit der deutschen Hintermannschaft und erzielte per Kopf die 1:0-Führung. In der Folgezeit machten die Norwegerinnen das Spiel, konnten die Feldvorteile aber nicht in Tore ummünzen. Die zweite Hälfte wurde von der deutschen Mannschaft bestimmt, die den Druck erhöhte und sich zahlreiche Chancen erspielte. Nach 59 Minuten glich Simone Laudehr nach einer Flanke von Melanie Behringer aus. Zwei Minuten später brachte Célia Okoyino da Mbabi Deutschland mit einem Kopfball nach Vorlage von Simone Laudehr in Führung. Den Endstand besorgte Fatmire Bajramaj in der Nachspielzeit. Alle drei Tore der deutschen Mannschaft erzielten eingewechselte Spielerinnen.

### Finale
|                                                                           |   |             |           |
| Donnerstag, 10. September 2009 um 19:00 Uhr* in Helsinki (Olympiastadion) |   |             |           |
| England                                                                   | – | Deutschland | 2:6 (1:2) |

* Ortszeit (MESZ+1)

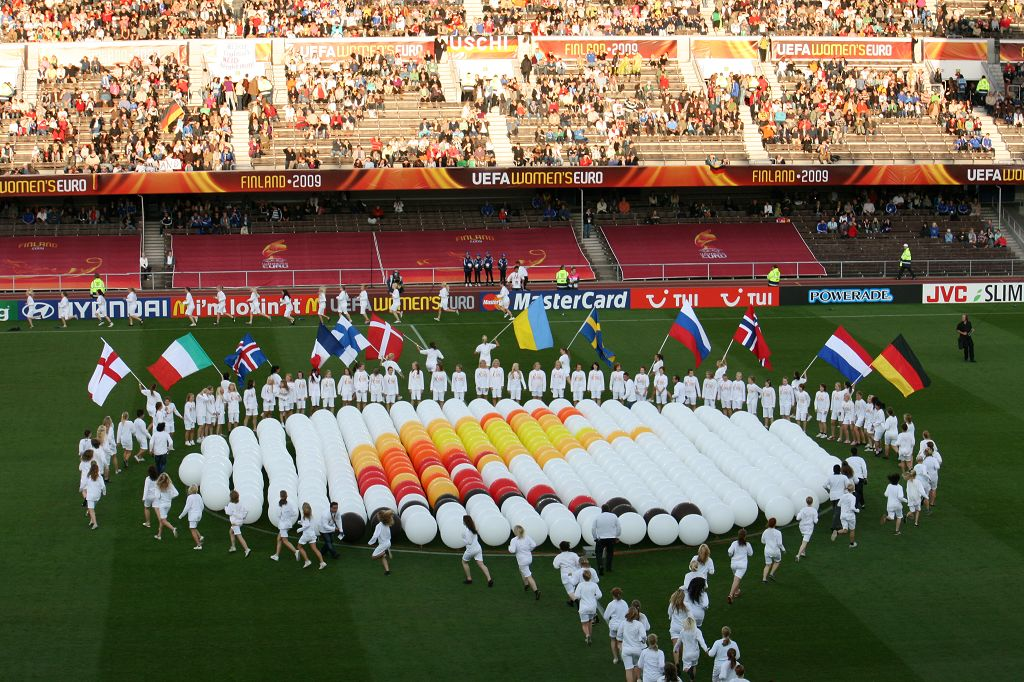
Zeremonie vor dem Finale

Vor 15.877 Zuschauern boten beide Mannschaften ein offensives und insbesondere in der ersten Halbzeit auch ausgeglichenes Spiel mit Torchancen auf beiden Seiten. Deutschland ging in der 20. Minute durch Birgit Prinz und in der 22. Minute durch Melanie Behringer mit 2:0 in Führung. England gelang in der 24. Minute durch Karen Carney der Anschlusstreffer und die Mannschaft hatte in der ersten Halbzeit sogar Gelegenheit zum Ausgleich. In der 50. Minute erhöhte Kim Kulig für Deutschland auf 3:1, nur fünf Minuten später gelang Kelly Smith der erneute Anschluss. Im Laufe der zweiten Halbzeit schwanden England etwas die Kräfte. Deutschland kam zu mehr Torchancen und erhöhte durch Tore von Inka Grings (62., 73.) und erneut Birgit Prinz (76.) auf 6:2. Dies ist der höchste EM-Finalsieg der Geschichte.

## Europameister Deutschland
Mit dem Schlusspfiff des Finals von Helsinki wurde Deutschland zum siebten Mal nach 1989, 1991, 1995, 1997, 2001 und 2005 Europameister. Es war der fünfte Titel in Folge. Zum Kader der Bundestrainerin Silvia Neid und ihrer Assistentin Ulrike Ballweg gehörten 22 Spielerinnen, von denen 19 eingesetzt wurden.
- Tor: Nadine Angerer, Ursula Holl, Lisa Weiß
- Abwehr: Saskia Bartusiak, Sonja Fuss, Ariane Hingst, Annike Krahn, Babett Peter, Bianca Schmidt, Kerstin Stegemann
- Mittelfeld: Linda Bresonik, Kerstin Garefrekes, Kim Kulig, Simone Laudehr, Jennifer Zietz
- Sturm: Fatmire Bajramaj, Melanie Behringer, Inka Grings, Anja Mittag, Martina Müller, Célia Okoyino da Mbabi, Birgit Prinz

Nicht eingesetzt wurden die Torhüterinnen Ursula Holl, Lisa Weiß sowie als einzige Feldspielerin Jennifer Zietz.
Die deutsche Mannschaft konnte alle sechs Spiele gewinnen und war mit 21 Treffern auch die torhungrigste Mannschaft. Zu ihren besonderen Stärken zählten die vielseitige Einsetzbarkeit etlicher Frauen – so nahmen beispielsweise Kerstin Garefrekes und Linda Bresonik in einem Spiel auch die Position auf der rechten defensiven Außenbahn ein, und zehn Spielerinnen konnten sich in die Torschützenliste eintragen – sowie die „stark besetzte Ersatzbank“, die insbesondere in der Halbfinalpartie gegen Norwegen mit drei Treffern durch eingewechselte Spielerinnen das Match noch zu drehen vermochte. Torhüterin Nadine Angerer war, wie schon bei der Weltmeisterschaft 2007, ein meist sicherer Rückhalt der Mannschaft. Vor ihr spielte die Abwehr meistens mit Babett Peter, Ariane Hingst und Annike Krahn. Etwas überraschend verdrängte die junge Bianca Schmidt Kerstin Stegemann auf der rechten Außenverteidigerposition. Nachdem sich Hingst im Viertelfinale gegen Italien eine Knieverletzung zugezogen hatte, rückte Saskia Bartusiak in die Abwehr.
Im Mittelfeld machte besonders die 19-jährige Kim Kulig auf sich aufmerksam, die in der Auftaktpartie gegen Norwegen zur Spielerin des Spiels gewählt wurde. Neben Kulig spielte die deutsche Elf mit Linda Bresonik, etwas vorgezogen Birgit Prinz sowie auf den Außenpositionen Melanie Behringer links und Kerstin Garefrekes rechts. Fatmire Bajramaj machte als Einwechselspielerin drei Tore. Inka Grings wurde Torschützenkönigin des Turniers. Mit diesem Titel krönte sie ihr Comeback in der Nationalmannschaft. Wegen Differenzen mit der Bundestrainerin wurde Grings dreieinhalb Jahre lang nicht berücksichtigt und kehrte erst im Februar 2009 in die DFB-Auswahl zurück. Bei der Europameisterschaft wurde Grings dreimal zur Spielerin des Spiels gewählt.
Am 11. September 2009 kehrte die Mannschaft per Flugzeug nach Frankfurt am Main zurück. Vom Flughafen ging es per Bus zum Frankfurter Römer, wo sich die Spielerinnen ins goldene Buch der Stadt eintrugen. Danach gingen die Spielerinnen auf den Rathausbalkon, vor dem sich auf dem Römerplatz etwa 8.000 begeisterte Fans versammelt hatten. Jede Spielerin erhielt für den Titelgewinn eine Prämie in Höhe von 12.000 Euro.
Auf Grund dieses Erfolges wurde die Mannschaft zum zweiten Mal nach 2003 zur Mannschaft des Jahres gewählt.

## Beste Torschützinnen
Torschützenkönigin der Endrunde wurde die Deutsche Inka Grings mit sechs Toren, davon zwei im Finale gegen England. Sie verteidigte damit ihren Titel als Torschützenkönigin der Europameisterschaft. Die sechs Treffer bedeuten gleichzeitig einen neuen Rekordwert bei EM-Endrunden. Den zweiten Platz teilten sich vier Spielerinnen. Neben der Deutschen Fatmire Bajramaj waren dies die beiden Engländerinnen Eniola Aluko und Kelly Smith sowie die Schwedin Victoria Sandell Svensson, für die es das letzte Turnier mit der Nationalmannschaft war. Elf Spielerinnen konnten jeweils zwei Tore erzielen. Darunter waren mit Melanie Behringer, Linda Bresonik, Simone Laudehr und Birgit Prinz vier Deutsche. Prinz erzielte ihre beiden Tore im Finale, während Bresonik ihre beiden Treffer durch Elfmeter erzielte. Einen Turniertreffer erzielten 34 Spielerinnen, darunter die Deutschen Annike Krahn, Kim Kulig, Anja Mittag und Célia Okoyino da Mbabi. Während des Turniers wurden acht Elfmeter verhängt, von denen sieben erfolgreich verwandelt wurden. Den einzigen Fehlschuss leistete sich die Isländerin Margrét Lára Viðarsdóttir.
| Rang | Spielerin                 | Tore |
| ---- | ------------------------- | ---- |
| 1    | Inka Grings               | 6    |
| 2    | Eniola Aluko              | 3    |
|      | Fatmire Bajramaj          | 3    |
|      | Victoria Sandell Svensson | 3    |
|      | Kelly Smith               | 3    |

Hinzu kam ein Eigentor der Schwedin Stina Segerström.
Torschützenkönigin des Gesamtwettbewerbs wurde Margrét Lára Viðarsdóttir mit insgesamt 12 Treffern, die sie ausschließlich in der Qualifikation erzielte.

## Schiedsrichterinnen
Für die 25 Spiele der Europameisterschaft wählte die UEFA neun Schiedsrichterinnen, zwölf Schiedsrichterassistentinnen und drei vierte Offizielle aus. Das Endspiel leitete die tschechische Schiedsrichterin Dagmar Damková.
| Schiedsrichterinnen   | Assistentinnen              | Vierte Offizielle  |
| --------------------- | --------------------------- | ------------------ |
| Natalja Awdontschenko | Ella de Vries               | Efthalia Mitsi     |
| Dagmar Damková        | Hege Steinlund              | Christina Pedersen |
| Cristina Dorcioman    | Corinne Lagrange            | Julija Medwedewa   |
| Gyöngyi Gaál          | Judit Kulcsár               |                    |
| Kirsi Heikkinen       | Tonja Paavola               |                    |
| Alexandra Ihringová   | Natalie Walker              |                    |
| Kateryna Monsul       | Lada Rojc                   |                    |
| Jenny Palmqvist       | Helen Karo                  |                    |
| Bibiana Steinhaus     | Marina Wozniak              |                    |
|                       | María Luisa Villa Gutiérrez |                    |
|                       | Mária Lisická               |                    |
|                       | Romina Santuari             |                    |

## Varia

### Organisationskomitee
Das Turnier wurde von der UEFA und dem finnischen Fußballverband Suomen Palloliitto organisiert. Das zehnköpfige lokale Organisationskomitee wurde von Pekka Hämäläinen, dem Vorsitzenden des finnischen Verbandes angeführt. Turnierdirektorin ist Outi Saarinen. Als EM-Botschafter wurden die ehemaligen Torhüter Antti Niemi und Satu Kunnas ernannt. Zwischen dem 15. Mai und dem 30. September 2009 wird im Sportmuseum von Helsinki eine Ausstellung über die Geschichte des finnischen Frauenfußballs vom Startschuss der finnischen Liga bis in die Gegenwart zu besichtigen sein.

### Logo
Das Logo des Turniers wurde von der britischen Designagentur The Works entworfen und am 5. Februar 2008 vorgestellt. Es beinhaltet die Konturen des Pokals für die Siegermannschaft, den UEFA-Schriftzug in Bogenform, den Schriftzug der Frauen-Europameisterschaft sowie „Finland 2009“ für den Gastgeber. Das neue Logo soll das dynamische Wachstum des Frauenfußball widerspiegeln.

### Eintrittskarten
Am 4. Mai 2009 startete der Verkauf der Eintrittskarten. Einzeltickets kosten für Erwachsene 15 bzw. 20 Euro, für Jugendliche zwischen sechs und 16 Jahre 5 bzw. 10 Euro. Für das Finale kosten die teuersten Karten für Erwachsene 30 und für Jugendliche 15 Euro. Kinder unter sechs Jahren haben in Begleitung Erwachsener freien Eintritt. Für Familien bietet der Verband so genannte „Familien-Tickets“ an. Hier können bis zu zwei Erwachsene und bis zu drei Kinder für 25 Euro ein Spiel ansehen. Zuletzt gibt es mit dem so genannten „Stadionpass“ die Möglichkeit, sich alle Spiele in einem bestimmten Stadion anzusehen. Der Stadionpass kostet 60 Euro. In Lahti kostet der Pass nur 48 Euro, da dort nur vier Spiele stattfinden. Alle Mitglieder des finnischen Fußballverbandes erhalten zwei Euro Ermäßigung pro Karte.

### Berichterstattung
In Deutschland haben ARD und ZDF die Spiele der deutschen Mannschaft live übertragen. Der private Fernsehsender Eurosport hat 21 der 25 Turnierspiele live ausgestrahlt, drei weitere wurden zeitversetzt gezeigt. In den Niederlanden wurde das Halbfinalspiel gegen England als erstes Frauen-Fußballspiel live im öffentlich-rechtlichen Fernsehen gezeigt, nachdem Eurosport bei der Viertelfinalpartie zwischen den Niederlanden und Frankreich eine hohe Sehbeteiligung erzielen konnte. Auch die niederländischen Tageszeitungen erweiterten nach dem überraschenden Erfolg ihre Berichterstattung. In England wurde das Finale live von BBC2 übertragen.
In Deutschland sahen 4,14 Millionen Zuschauer (22,9 %) das Halbfinale in der ARD und 7,47 Millionen Zuschauer (36,5 %) das Finale im ZDF.

### Spielball
Zum ersten Mal wurde für eine Europameisterschaft der Frauen ein eigener Spielball entworfen. Der vom deutschen Sportartikelhersteller adidas entworfene Ball TERRAPASS wurde im Rahmen der Endrundenauslosung am 18. November 2008 in Helsinki vorgestellt. Als Referenz zum Gastgeberland verwendete adidas einen leuchtenden Blauton, welches durch das Polarlicht inspiriert wurde. Ähnlich wie der Spielball der Männer-Europameisterschaft 2008 verfügt TERRAPASS über eine feine Oberflächenstruktur, die dem Ball zu besseren Flugeigenschaften und zu besserer Kontrollierbarkeit verhelfen soll.

### EM-Song
Erstmals wurde für eine Europameisterschaftsendrunde der Frauen ein offizieller Song komponiert. Der Titel „Champions of the Day“ wird von Geir Rönning und Karoliina Kallio gesungen. Beide Musiker nahmen bereits am Eurovision Song Contest teil: Rönning im Jahre 2005 als Einzelkünstler, Kallio 2009 als Sängerin der Band Waldo’s People. Komponiert wurde das Lied von Geir Rönning, André Noël Chaker und Jukka Karjalainen.

## Fazit
Die Technische Studiengruppe der UEFA, bestehend aus den Trainern der Nationalmannschaften Schottlands, Spaniens, der Schweiz und Belgiens, zeigte sich erfreut über das gestiegene sportliche Niveau des Turniers. Die Erweiterung des Teilnehmerfeldes habe sich als Erfolg erwiesen und die EM-Neulinge haben das Turnier bereichert. Positiv wurde vermerkt, das viele junge Spielerinnen bei dem Turnier auf sich aufmerksam gemacht haben.
Sportlich überraschte die niederländische Mannschaft, die bei ihrer ersten EM-Teilnahme auf Anhieb das Halbfinale erreichte. Nach dem erfolgreichen Turnier wollte sich der niederländische Verband um die Ausrichtung der Europameisterschaft 2013 bewerben. Dagegen enttäuschten die Mannschaften aus Dänemark und Schweden, die als Mitfavoriten in das Turnier gestartet waren, jedoch schon nach der Vorrunde bzw. dem Viertelfinale den Heimweg antreten mussten.
Mit 129.905 Zuschauern kamen insgesamt 12.521 mehr als bei der vergangenen Europameisterschaft 2005. Durch die Erhöhung des Teilnehmerfeldes und der dadurch verbundenen Erhöhung der Anzahl der Spiele sank der Zuschauerschnitt von 7.826 auf 5.196. Das ehrgeizige Ziel des Organisationskomitees, insgesamt 250.000 Zuschauer zu den Spielen begrüßen zu können, wurde damit deutlich verfehlt. Das bestbesuchte Spiel war Finnlands Auftaktbegegnung gegen Dänemark, welches von 16.334 Zuschauern gesehen wurde. Mit dieser Zahl wurde ein neuer finnischer Zuschauerrekord für ein Spiel zweier Frauenmannschaften aufgestellt.